# جامعة روتجرز
جامعة روتجرز أو جامعة ولاية نيوجرسي (بالإنجليزية: Rutgers University)‏ ‏RU هي جامعة بحثية عامة أمريكية. وأكبر مؤسسة تعليم عالي في ولاية نيو جيرسي تأسست في 10 نوفمبر 1766

## إحصائيات
يبلغ عدد طلاب الجامعة 65,000 طالب، منهم 20,000 طالب دراسات عليا.

## أساتذة بارزون
- إيفيلين ويتكن
- سماح سليم
- مايكل هايدلبرغر
- وليام ألستون

## وصلات خارجية
- جامعة روتجرز على موقع الموسوعة البريطانية (الإنجليزية)

- الموقع الإلكتروني